# Scomma gobica
Scomma gobica là một loài ruồi trong họ Tachinidae.